# Distrito de Andilamena

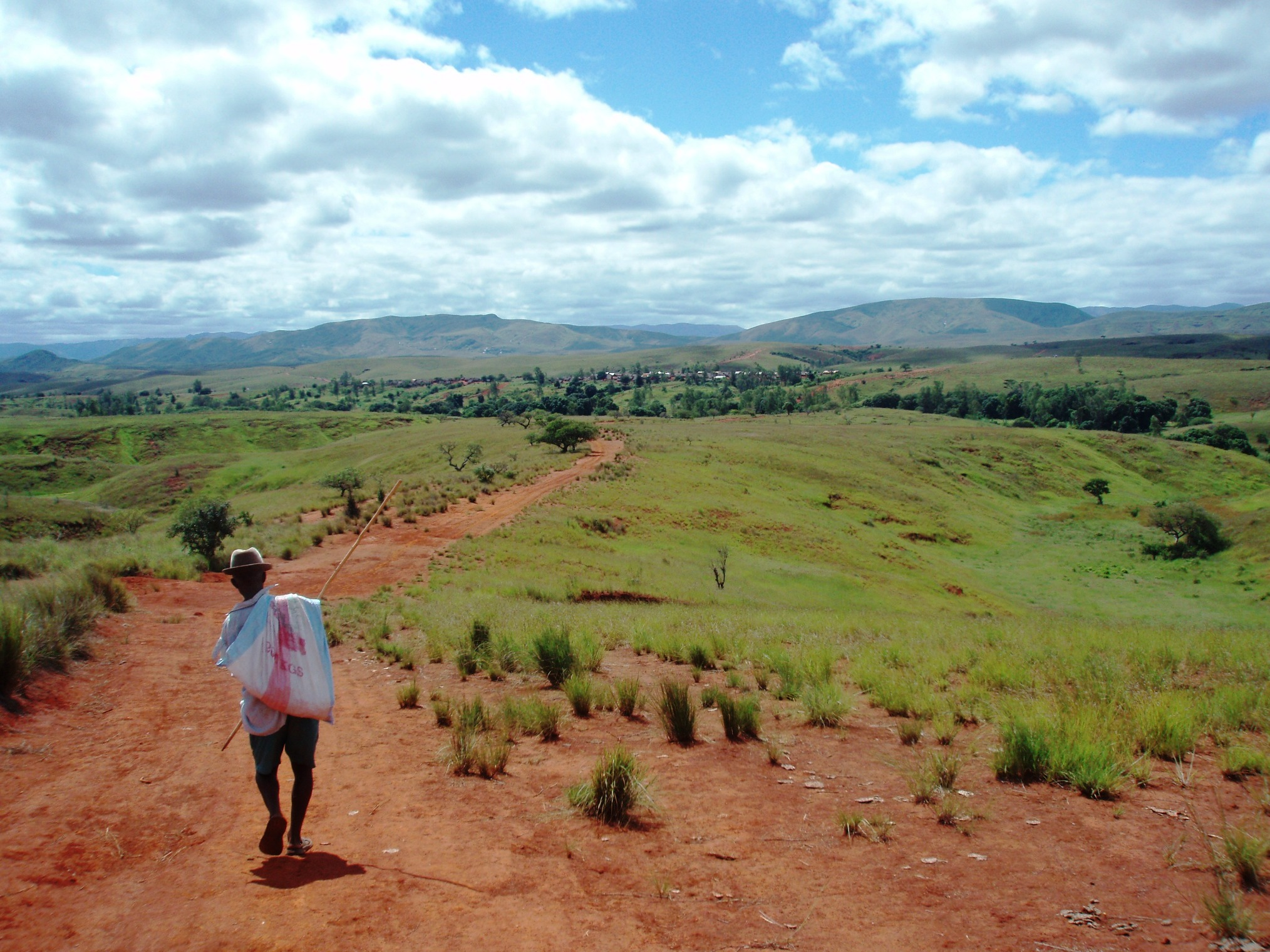
Paisaje del distrito, en la distancia la ciudad de Miarinarivo

El Distrito de Andilamena es un distrito de la región de Alaotra Mangoro en Madagascar. Su capital es Andilamena.
Comprende las siguientes somunas:
- Andilamena
- Antanimenabaka
- Bemaitso
- Maintsokely
- Maroadabo
- Marovato
- Miarinarivo
- Tanananifololahy